# Victoria Mercanton
Victoria Mercanton (* 25. Januar 1911 in Sankt Petersburg, Russisches Kaiserreich als Victoria Pozner; † 23. Mai 2007 in Paris) war eine französische Filmeditorin.

## Leben
Victoria Pozner wurde 1911 geboren und heiratete den französischen Filmeditor Roger Mercanton. Ab Ende der 1930er Jahre wurde sie auch beim Filmschnitt fürs französische Kino tätig. Sie arbeitete häufiger für den Regisseur Roger Vadim, darunter bei Und immer lockt das Weib (1956) und Barbarella (1968). Bis Ende der 1970er Jahre wirkte sie bei 48 Produktionen mit.
Sie führte auch bei drei Kurzfilmen die Regie. Bei dem Internationalen Filmfestspielen von Cannes 1966 erhielt sie für ihre Produktion Le chant du monde de Jean Lurcat eine Nominierung für den Besten Kurzfilm.

## Filmografie (Auswahl)

### Filmeditorin
- 1952: Traumschöne Nacht
- 1954: Die letzte Etappe (Le grand jeu)
- 1956: Und immer lockt das Weib (Et Dieu … créa la femme)
- 1956: Die blonde Hexe (La Sorcière)
- 1959: Gefährliche Liebschaften (Les Liaisons dangereuses)
- 1960: …und vor Lust zu sterben (Et mourir de plaisir)
- 1963: Laster und Tugend (Le vice et la vertu)
- 1964: Der Reigen (La Ronde)
- 1966: Die Beute (La Curée)
- 1967: Siebenmal lockt das Weib (Woman Times Seven)
- 1968: Barbarella
- 1970: Hoa-Binh

### Regisseurin
- 1950: 1848 (Dokumentar-Kurzfilm)
- 1966: Le chant du monde de Jean Lurcat (Kurzfilm)